# Headcrash (Band)
Headcrash ist eine deutsch-amerikanische Crossover-Band, gegründet 1993 in Pirmasens.

## Bandgeschichte
Zuerst als reines Studioprodukt 1992 gegründet, wurde die Band mit der beim Label Zoth Omog veröffentlichten EP Scapegoat zu einem Topact der Szene, der gleichnamige Titelsong genießt noch heute Kultstatus. Dem Plattenvertrag bei East West/Time Warner im Jahr 1994 folgte der Einstieg von Schlagzeuger Nico Berthold, Gitarrist Roger Ingenthron und dem zweiten Frontmann Shane Cooper. Das Album Direction of Correctness erreichte in Tschechien Platz 1 der Charts, im Vorprogramm der Live-Tour spielten unter anderem H-Blockx und Guano Apes. Der Nachfolger Overdose on Tradition schaffte es in die deutschen Charts und wurde auch in den USA zum Erfolg. Mit dem Wechsel von Time Warner zu Sony wurde auch Nico Berthold durch Matthias Liebetruth ersetzt, außerdem verließ Uli Franke die Band. Mit Lifeboat veröffentlichte die Band 1998 verstärkt um die Bassgitarre von Otto van Alphen ihr erfolgreichstes und auch letztes Album. Im selben Jahr steuerte die Band den Song Asphalt Ostrich zur deutschen Version des Soundtracks von Lost in Space bei. Nach Konzerten bei Rock am Ring, Rock im Park und beim Bizarre-Festival löste sich die Band 1999 auf.
Die Band spielte in den Jahren 2002–2003 noch einige Konzerte mit Herwig Meyszner und Shane Cooper aus der Stammformation, ergänzt durch die britischen Brüder Justin (Gitarrist bei Senser) und Paul Stone; dies blieb jedoch lediglich ein Projekt, von dem bisher zwei inoffizielle Alben erschienen. Das bislang letzte Konzert spielte Headcrash in dieser Formation zum 20. Geburtstag der Spermbirds in Kaiserslautern, danach ersetzte Andy Klein Paul Stone am Schlagzeug.
Im Dezember 2006 wurde Cranium mit bisher unveröffentlichten und einigen neuen Songs veröffentlicht. Das für Mitte/Ende 2007 angekündigte neue Album ist bisher (Stand Dezember 2008) noch nicht erschienen.

## Diskografie
- 1993: Scapegoat (EP/Zoth Omog)
- 1994: Direction of Correctness (East West/Time Warner)
- 1996: Overdose on Tradition (East West/Time Warner)
- 1996: The Overdose Remixes (East West/Time Warner)
- 1998: Lifeboat (Sony)
- 2006: Cranium (Rookie Records)

## Kritiken
- Lifeboat (1998): Intro.de lobt zwar, dass das Soundbild ein homogeneres und moderneres geworden sei, bemängelt aber das zwischen Sprechgesang und Todesgebrüll, zwischen digitalen Sounds und Heldentaten auf der Riffgitarre nicht gerade weit gefaßte Spektrum der Band.[1]
- Cranium (2006): Laut.de ist nach Erscheinen von Cranium überrascht, noch einmal etwas von Headcrash zu hören. Vor allem die Konzertmitschnitte machen Appetit darauf, die Jungs mal wieder live zu sehen.[2]